# Bajoz
Le Bajoz est un cours d’eau espagnol d'une longueur de 51,5 km qui coule dans la communauté autonome de Castille-et-León.